# The Sound of Soul
The Sound of Soul è il primo album del gruppo musicale statunitense Wess & The Airedales, pubblicato dalla Durium (catalogo ms A 77187) nel 1967.

## Il disco
L'album, prodotto da Don Costa e dallo stesso Wess, contiene brani pubblicati come singoli e non solo, ma anche cover di brani come Chapel of Dreams – la cui versione italiana, I miei giorni felici (testo di Sergio Bardotti), non è contenuta nell'album –, Papa's Got a Brand New Bag, Hi-Heel Sneakers, For Your Precious Love e Where Did Your Love Go, che hanno ispirato lo stesso frontman della band.

## Tracce

### Lato A
Testi e musiche di Douglas Fowlkes, Wesley Johnson, Jesse King; eccetto dove indicato.
1. Chapel of Dreams – 3:03 (Billy Myles)
2. My Sun Is Shining – 2:03
3. Papa's Got a Brand New Bag – 2:47 (James Brown)
4. Stop Foolin' Yourself – 2:43
5. Hi-Heel Sneakers – 3:14 (Tommy Tucker)
6. Until You Came Along – 3:25

Durata totale: 17:15

### Lato B
Testi e musiche di Douglas Fowlkes, Wesley Johnson, Jesse King; eccetto dove indicato.
1. For Your Precious Love – 3:20 (testo: Arthur e Richard Brooks – musica: Jerry Butler)
2. Where Did Our Love Go – 2:30 (Holland-Dozier-Holland)
3. I'll Never Turn My Back on You – 2:59
4. I've Got My Eyes in You – 2:08
5. You Brought It All on Yourself – 2:28
6. She Found Out – 2:14

Durata totale: 15:39